# Minaucourt-le-Mesnil-lès-Hurlus
Minaucourt-le-Mesnil-lès-Hurlus è un comune francese di 79 abitanti situato nel dipartimento della Marna nella regione del Grand Est.

## Società

### Evoluzione demografica
Abitanti censiti